# Orris S. Ferry
Orris Sanford Ferry, född 15 augusti 1823 i Bethel, Connecticut, död 21 november 1875 i Norwalk, Connecticut, var en amerikansk politiker och brigadgeneral i nordstaternas armé under amerikanska inbördeskriget. Han representerade delstaten Connecticut i båda kamrarna av USA:s kongress, först i representanthuset 1859–1861 och sedan i senaten från 1867 fram till sin död.
Ferry utexaminerades 1844 från Yale College. Han studerade sedan juridik och inledde 1846 sin karriär som advokat. Han var ledamot av delstatens senat 1855–1856 och åklagare i Fairfield County 1856–1859. Republikanen Ferry blev invald i USA:s representanthus i kongressvalet 1858. Han ställde upp för omval efter en mandatperiod i representanthuset men besegrades av demokraten George Catlin Woodruff. Ferry profilerade sig som en stark slaverimotståndare.
Ferry anmälde sig som frivillig i inbördeskriget. Han tjänstgjorde först som överste och befordrades sedan 1862 till brigadgeneral. Han deltog i första slaget vid Winchester och i slaget vid Cedar Mountain.
Ferry efterträdde 1867 Lafayette S. Foster som senator för Connecticut. Han röstade för avsättandet av USA:s president Andrew Johnson men tillräcklig majoritet för detta saknades i rättegången där senaten fungerade som riksrätt. Ferry var en liberal republikan och han stod närmare Liberal Republican Party än det egna partiet då utbrytningen skedde. Han omvaldes med stöd från Demokratiska partiet och från Liberal Republican Party. Ferry bestämde sig ändå för att stanna kvar som medlem i Republikanska partiet.
Senator Ferry avled 1875 i ämbetet och efterträddes av James E. English. Ferry gravsattes på Norwalk Cemetery i Norwalk.